# Mount Absalom
Mount Absalom ist der südlichste und mit 1640 m (nach Angaben des UK Antarctic Place-Names Committee 1645 m) der höchste Berg der Herbert Mountains im zentralen Abschnitt der Shackleton Range im ostantarktischen Coatsland.
Erstmals kartiert wurde er von Teilnehmern der Commonwealth Trans-Antarctic Expedition (1955–1958) unter der Leitung des britischen Polarforschers Vivian Fuchs. Benannt ist er nach Henry William Lyon Absalom (1894–1965), einem Mitglied des wissenschaftlichen Ausschusses der Forschungsreise.